# Ricotta fioreta delle vallate vicentine
La ricotta fioreta delle vallate vicentine (o, più semplicemente, fioreta) è una ricotta semiliquida, ottenuta non scolando completamente il siero, tipica di Recoaro Terme e della Valle dell'Agno (provincia di Vicenza) inserita nell'elenco dei Prodotti agroalimentari tradizionali italiani.

## Descrizione
Ha un sapore neutro, fresco, con una lieve punta di acido. La consistenza della fioreta dipende dal siero residuo e quindi ne esistono di più o meno liquide, in dipendenza della scelta del casaro e dell'uso a cui è destinata.

## Processo di produzione
Si ottiene dopo l'estrazione della cagliata, riscaldando il siero rimasto fino a 80 °C. Aggiungendo solfato di magnesio si ottiene la coagulazione di una massa biancastra che subito affiora (da qui l'origine del nome).

## Cucina
Un piatto tipico preparato con questo latticino è costituito dagli gnocchi con la fioreta, che sono oggetto di una festa a Recoaro Terme.